# Axel Zeidler
Axel Zeidler (* 1957 in Berlin) ist ein deutscher Diplomat im Ruhestand. Er war von 2020 bis 2021 vorerst letzter deutscher Botschafter in Afghanistan.

## Leben
Nach dem Studium der Physik in Darmstadt und Paris arbeitete Zeidler als Wissenschaftlicher Mitarbeiter, von 1983 bis 1985 an der TH Darmstadt und von 1985 bis 1989 beim Deutschen Zentrum für Luft- und Raumfahrt in Stuttgart.

## Laufbahn
1989 trat Zeidler in den Auswärtigen Dienst ein und hatte von 1991 bis 1993 seinen ersten Auslandseinsatz bei der Ständigen Vertretung der Bundesrepublik Deutschland bei den Vereinten Nationen in New York.
Unterbrochen von Stationen im Auswärtigen Amt folgten Auslandsaufenthalte in Sambia (1996–1999), Brasilien (1999–2002) und Südafrika (2006–2008). Ab 2008 war er mehrere Jahre im Auswärtigen Amt tätig, von 2008 bis 2012 als Referatsleiter und von 2011 bis 2014 als Inspekteur. Nach einem Intermezzo bei der Bundesakademie für Sicherheitspolitik (2015) wurde Zeidler als Generalkonsul nach São Paulo, Brasilien, entsandt. Von dort wechselte er im Juli 2020 als Botschafter nach Afghanistan.
Mitte Juli 2021, wenige Wochen vor dem Fall von Kabul, übernahm Jan Hendrik van Thiel seine Amtsgeschäfte als Geschäftsträger der deutschen Botschaft in Afghanistan. Daher ist davon auszugehen, dass Zeidler sich ab diesem Zeitpunkt nicht mehr im Land aufhielt.
Bei ersten internationalen Verhandlungen von NATO-Vertretern mit den Taliban in Doha vertrat an seiner Stelle Markus Potzel die Bundesrepublik Deutschland, der zwischen 2014 und 2016 sein Vorgänger war.
Zeidler übernahm im August 2021 die Funktion des Generalkonsuls der Bundesrepublik Deutschland in Sydney, Australien und trat 2023 in den Ruhestand.